# Artedidraconidae
Famille
Les Artedidraconidae sont une famille de poissons de l'ordre des Perciformes.

## Systématique
Cette famille de poissons n'est pas reconnue par ITIS qui en fait une sous-famille, les Artedidraconinae, et qui la place comme suit : Perciformes → Notothenioidei → Harpagiferidae.
Certaines sources comme le WoRMS l'attribue à Anatoly Petrovich Andriyashev (d) en 1967, tandis que d'autres, comme les autres wikipédias, donnent Richard Reynolds Eakin (d) en 1988.

## Liste des genres et espèces
Selon World Register of Marine Species (6 juillet 2020) :
- genre Artedidraco Lönnberg, 1905
- genre Dolloidraco Roule, 1913
- genre Histiodraco Regan, 1914
- genre Pogonophryne Regan, 1914